# Kameliadamen (film, 1936)
Kameliadamen (engelska: Camille) är en amerikansk romantisk dramafilm från 1936, i regi av George Cukor. Filmen är baserad på den franske författaren Alexandre Dumas d.y.:s roman Kameliadamen (La Dame aux camélias). I huvudrollerna ses Greta Garbo, Robert Taylor, Lionel Barrymore, Elizabeth Allan, Jessie Ralph, Henry Daniell och Laura Hope Crews.

## Handling
Den vackra kurtisanen Marguerite Gautier (Greta Garbo) har kommit till Paris från landsbygden i mitten av 1800-talet. Hon går från den ena rike mannen till den andre i utbyte mot pengar, en vacker våning och vackra klänningar. Allt förändras dock när hon träffar den stilige unge Armand Duval (Robert Taylor) som hon först misstar för baron de Varville. Han är dock ingen baron utan en fattig ung man som avgudar henne.
Hon förälskar sig ohjälpligt i honom och ser chansen att börja ett nytt hedervärt liv vid hans sida. Hon bryter även med den kalle baron de Varville för att kunna tillbringa en sommar med Armand ute på landet. Deras lycka blir dock kort när Armands far söker upp Marguerite och ber henne att avstå från hans son. Det finns ingen framtid för Armand i anständiga kretsar så länge han förknippas med en kvinna som Marguerite, en kvinna han inte kan visa upp för varken sin familj eller sina vänner. Ifall Marguerite inte offrar deras kärlek kommer hon att ödelägga Armands framtid, menar fadern. Utom sig av olycka beslutar sig Marguerite för att göra det rätta och inbillar Armand att hon slutat älska honom.
Marguerite återknyter istället kontakten till den förhatlige baron de Varville och blir mycket sjuk. Armand förolämpar baronen och blir utmanad till duell. Han skadar de Varville och blir tvungen att resa utomlands ett halvt år. Under tiden vägrar Marguerite ha något med baronen att göra och blir mycket sjuk i lungsot. När Armand återvänder till Paris kan han inte motstå att söka upp henne när hon ligger på sin dödsbädd. För ett ögonblick lycklig över att ha återvunnit sin sanna kärlek dör hon i hans armar.

## Tagline
- You who are so young – where can you have learned all you know about women like me?

## Rollista i urval
- Greta Garbo - Marguerite Gautier
- Robert Taylor - Armand Duval
- Lionel Barrymore - Monsieur Duval
- Elizabeth Allan - Nichette, the Bride
- Jessie Ralph - Nanine, Marguerite's Maid
- Henry Daniell - Baron de Varville
- Lenore Ulric - Olympe
- Laura Hope Crews - Prudence Duvernoy

## Nomineringar och utmärkelser
Greta Garbo fick en Oscarsnominering 1938 för rollen som Marguerite Gautier. New York Film Critics Circle Awards utsåg Greta Garbo till bästa kvinnliga skådespelare för andra gången. Priset hade då endast delats ut tre gånger.